# Derrick Pereira
Derrick Pereira (Goa, 17 marzo 1962) è un allenatore di calcio ed ex calciatore indiano, di ruolo difensore.

## Carriera

### Giocatore
Ha partecipato alla Coppa d'Asia 1984.

## Palmarès

### Giocatore

#### Competizioni nazionali
- I-League: 1

Salgaocar: 1998-1999
- Federation Cup: 3

Salgaocar: 1988, 1989, 1997

### Allenatore

#### Competizioni nazionali
- I-League: 1

Mahindra United: 2005-2006
- Federation Cup: 1

Mahindra United: 2005